# 梁兆陽
梁兆陽（？—？），字若木，广东广州府番禺縣人，明朝政治人物。

## 生平
崇禎元年（1628年），登戊辰科進士，改庶吉士，授翰林院檢討，加升一级，升任詹事府詹事、左春坊右中允。
梁兆陽娶陸豐螺溪人葉氏，葉高標之妹。